# Prosopocera malawina
Prosopocera malawina là một loài bọ cánh cứng trong họ Cerambycidae.